# Rubiós (Pontevedra)
Rubiós (oficialmente San Xoán de Rubiós) es una parroquia española del municipio de Las Nieves, perteneciente a la provincia de Pontevedra, en la comunidad autónoma de Galicia.

## Toponimia
El lugar puede aparecer referido como «Rubiós», «San Juan de Rubiós» y «San Xoán de Rubiós».

## Historia
Hacia mediados del siglo XIX, el lugar, ya por entonces perteneciente a Setados, tenía contabilizada una población de 588 habitantes. Aparece descrito en el decimotercer volumen del Diccionario geográfico-estadístico-histórico de España y sus posesiones de Ultramar de Pascual Madoz con las siguientes palabras:

RUBIOS (San Juan): felig. en la prov. de Pontevedra (6 leg.), part. jud. de Puenteareas (1 1/2), dióc. de Tuy (3 1/2), ayunt. de Setados: sit. al S. del monte de San Mamed: clima templado y sano. Tiene unas 140 casas en los l. de Calvario, Carrasqueira, Costa y Combo, Couto, Damó, Gandaras, Lomba, Outeiro, Ribadeira y Silgueira. La igl. parr. (San Juan) está servida por un cura amovible y de nombramiento del arcediano de Taboeja. Confina N. Taboeja; E. San José de Ribarteme; S. Tortoreos, y O. Meder. El terreno es montuoso y quebrado: le baña un arroyo que baja del mencionado monte, y se dirige hácia el S. para desaguar en el Miño al O. de Liñares. prod.: maiz, centeno, patatas, vino y pastos; se cria ganado vacuno, lanar y cabrio; caza de conejos, liebre y perdices. pobl.: 147 vec., 588 alm. contr.: con su ayunt.
(Madoz, 1849, pp. 587-588)

En 2022, tenía empadronados 455 habitantes.